# 스투덴체스카야역 (모스크바 지하철)
스투덴체스카야역(러시아어: Студенческая)은 모스크바 지하철 필룝스카야 선의 역이다. 키옙스카야 역과 쿠투좁스카야 역 사이에 위치한다.

## 같이 보기
- (러시아어) metro.ru